# Hanno van Sangershausen
Hanno van Sangershausen (Ook Anno; overleden: 8 juli 1273) was grootmeester van de Duitse Orde van 1256 tot aan zijn dood.

## Biografie
Hanno van Sangershausen was een Duitse edelman die afkomstig was uit Thüringen. Hij werd in 1254 benoemd tot grootmeester van de Lijflandse Oorlog. Twee jaar later nam hij deel aan de verovering van Samland. In datzelfde jaar werd hij verkozen tot de nieuwe grootmeester van de Duitse Orde na de abdicatie van Poppo van Osterna. Onder zijn leiding werd Koningsberg gesticht. Van Sangershausen wist ook een opstand van de Pruisen tijdens zijn bewind neer te slaan. Tijdens zijn ambtsperiode reisde hij veel en trad hij ook in contact met de pausen Urbanus IV en Clemens IV. Ook wist hij een verdrag met Cilicisch-Armenië af te sluiten aangaande de tolgelden. Van Sangershausen overleed in 1273 tijdens een van zijn reizen in het huidige Duitsland.